# Bataille de Mikata-Ga-Hara
 (janvier 2022).
Si vous disposez d'ouvrages ou d'articles de référence ou si vous connaissez des sites web de qualité traitant du thème abordé ici, merci de compléter l'article en donnant les références utiles à sa vérifiabilité et en les liant à la section « Notes et références ».
Guerres féodales japonaises
La bataille de Mikata-Ga-Hara (三方ヶ原の戦い, Mikata ga Hara no tatakai) est l'une des plus célèbres de Takeda Shingen et l'une des meilleures démonstrations de ses talents de tacticien militaire.
Pendant que Takeda Shingen se dirigeait vers le sud pour attaquer Tokugawa Ieyasu à sa forteresse de Hamamatsu, ses forces se heurtèrent à celles de Ieyasu, dans la plaine de Mikata, au nord de la forteresse. Shingen, voyant sa supériorité numérique, organisa alors ses troupes suivant la formation gyorin (en)  (échelle à poisson), incitant Ieyasu à attaquer. Ieyasu plaça quant à lui ses troupes en ligne de façon à avoir un meilleur usage de ses arquebusiers.
Aux alentours de 4 h de l'après-midi, la neige commença à tomber et les arquebusiers de Ieyasu ouvrirent le feu. Les armes à feu étaient nouvelles dans les guerres japonaises et Ieyasu avait pensé que ses arquebusiers suffiraient à contrebalancer la tactique de Shingen fondée sur ses cavaliers. Cependant, Shingen lança ses cavaliers à l'assaut et ses lanciers montés traversèrent les arquebusiers, avec des pertes tout de même assez importantes.
Voyant la défaite proche, le clan Tokugawa décida de protéger la vie de son seigneur et amorça une retraite (conseillée par Natsume Yoshinobu) vers la forteresse de Hamamatsu. Pour retenir Shingen, Ieyasu lança une grande partie de son armée.

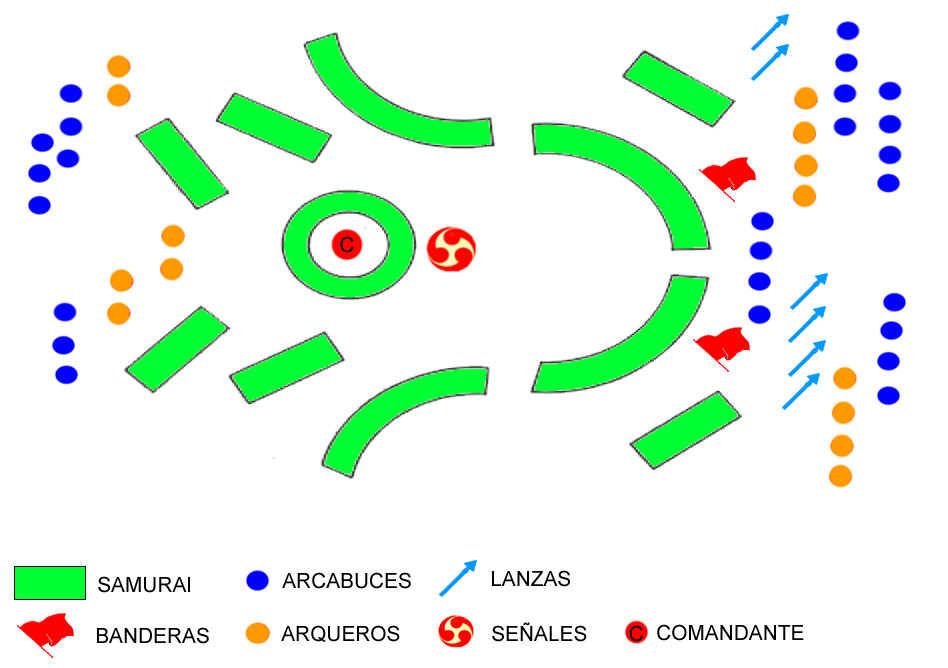
Schéma de la, utilisée par Takeda Shingen durant la bataille de Mikata-Ga-Hara.

On dit que quand Ieyasu rentra à la forteresse, il n'était accompagné que par cinq hommes. Il laissa ensuite les portes de la forteresse ouvertes, utilisant la tactique du « fort vide » (tactique consistant à faire croire qu'un fort est vide pour que les assaillants y entrent alors que l'on a préparé une embuscade), très peu de soldats étant restés dans le fort. Après s'être débarrassé de l'armée de Ieyasu qui lui bloquait le passage, Shingen se dirigea vers la forteresse et crut que Ieyasu lui tendait un piège. Il fit alors demi-tour. S'il avait tenté de prendre la forteresse, Shingen aurait très probablement réussi et aurait pu alors tuer son rival Ieyasu.